# Kaori Inoue

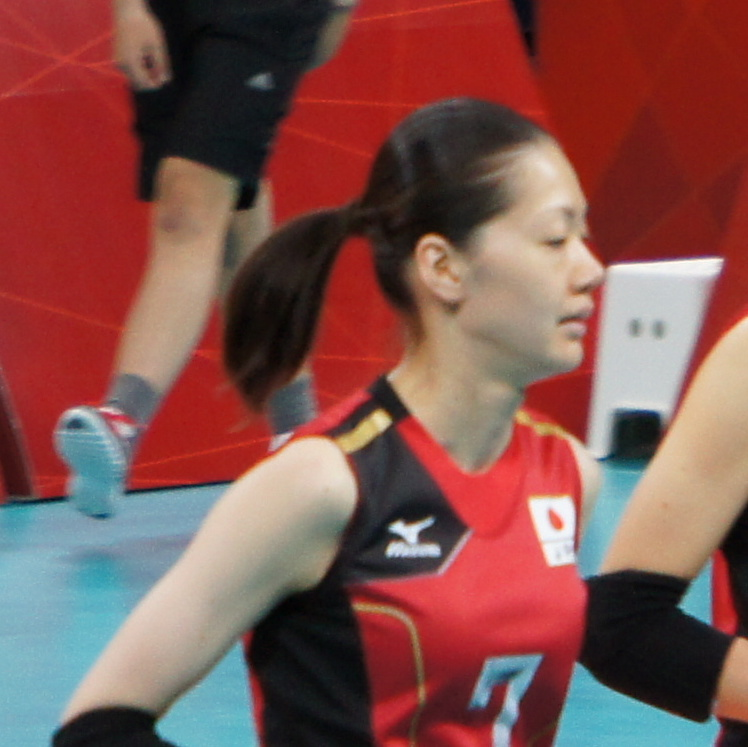
Kaori Inoue in der japanischen Volleyball-Nationalmannschaft der Frauen bei den Olympischen Sommerspielen 2012

Kaori Inoue (jap. 井上 香織, Inoue Kaori; * 21. Oktober 1982 in Izushi (heute: Toyooka), Präfektur Hyōgo) ist eine japanische Volleyballspielerin. Sie gewann bei den Olympischen Spielen 2012 die Bronzemedaille.

## Karriere
Inoue begann ihre Karriere an der präfekturbetriebenen Hikami-Oberschule im heutigen Tamba. 2001 kam sie zu ihrem heutigen Verein Denso Airybees. 2008 wurde sie japanischer Vizemeister. Im folgenden Jahr debütierte die Mittelblockerin in der japanischen Nationalmannschaft, mit der sie den dritten Platz bei der Asienmeisterschaft 2009 belegte. 2010 gewann sie mit Denso Airybees den japanischen Pokal. Anschließend erreichte sie mit der Nationalmannschaft den dritten Rang bei der Weltmeisterschaft. 2012 nahm Inoue an den Olympischen Spielen in London teil und gewann die Bronzemedaille.